# Sistem directorial

Elveția și San Marino sunt singurele țări contemporane care mențin un sistem directorial de guvernare.

Sistemul directorial este o formă de guvernământ care conține elemente ale sistemului prezidențial și parlamentar. Într-un sistem directorial un consiliu exercită atât puterea prezidențială cât și puterea guvernamentală. Consiliul este ales de parlament dar nu este supus acestuia pe durata mandatului.
Cel mai cunoscut stat cu sistem directorial de guvernare este Elveția.